# Heart of the Alien: Out of this World parts I and II
Heart of the Alien: Out of this World parts I and II est un jeu vidéo d'action-aventure sorti en 1994 sur Mega-CD. Le jeu a été développé par Delphine Software et édité par Virgin Interactive.
Il s'agit de la suite d'Another World. Dans cet épisode, le joueur prend le contrôle de Buddy, l'extraterrestre allié avec Lester, le personnage principal du jeu précédent.

## Synopsis
Heart of the Alien prend place immédiatement après les évènements d'Another World, Buddy atterrit dans les ruines de son village puis couche Lester sur un lit de repos et traverse le village en se rappelant son passé...

## Système de jeu
Le système de jeu est largement similaire à celui de son prédécesseur.
Par exemple, Buddy n'utilise pas de pistolet mais un fouet qu'il pourra utiliser pour se balancer d'un point à un autre grâce aux stalactites et d'autres objets du décor. Ses boucliers sont déployés instantanément, contrairement à ceux de Lester, qui prennent quelques secondes pour charger.

## Développement
Eric Chahi a expliqué que Interplay a insisté pour faire la suite afin de tirer le meilleur parti des capacités du support du CD-ROM.

## Ports
Le jeu fut publié uniquement aux États-Unis, et de plus, seulement sur Mega-CD.
Un fan nommé Gil Megidish a donc fait l'effort d'extraire le code source du jeu grâce à la rétro-ingénierie pour ainsi le rendre exécutable à nouveau sur des plateformes modernes. Ce code source est en open source et hébergé gratuitement sur SourceForge.
Une version Amiga a depuis été publiée mais nécessite toutefois un processeur 68030.